# Bacillariophyceae
Le diatomee sono alghe unicellulari non flagellate, comparse nel Cretaceo, circa 145 milioni di anni fa. Rappresentano una delle più importanti classi di microalghe in ambiente marino e di acqua dolce.
Costituiscono un'importante fonte di ossigeno per il pianeta Terra, producendo il 25% circa dell'ossigeno immesso in atmosfera.

## Struttura cellulare
Le diatomee sono provviste di una caratteristica parete, detta frustulo, costituito da silice e componenti organiche. Il frustulo è formato da due teche, di cui quella superiore (rossa) è più grande e ricopre quella inferiore (blu) come il coperchio di una scatola. Ognuna delle due teche è formata da una parte appiattita più o meno bombata o depressa, detta valva, e da una parte laterale, detta ameba.
Sulla faccia valvare sono presenti perforazioni (areole, pori) ed elevazioni o processi (rimoportulae, fultoportulae) la cui struttura e posizione sono importanti caratteri sistematici. In alcuni gruppi di diatomee pennate  è presente il cosiddetto rafe, una fessura longitudinale che attraversa la faccia valvare in posizione centrale o eccentrica.
I cloroplasti possono essere singoli o numerosissimi e sono avvolti da quattro membrane in quanto sono derivati da un evento di endosimbiosi secondaria tra un eucariote eterotrofo e un'alga rossa ancestrale. I tilacoidi sono impilati in gruppi di tre. I pigmenti fotosintetici sono costituiti da clorofilla e clorofilla-c (c1 e c2). Sono presenti anche i pigmenti accessori tra cui il β-carotene e alcune xantofille tra cui la più importante è la fucoxantina che conferisce un colore brunastro.
Le diatomee hanno spesso un grande vacuolo che occupa dal 35 fino al 60% del volume cellulare con la funzione di riserva di nutrienti, controllo del galleggiamento e dell'aumento di volume.
Le sostanze di riserva sono la crisolaminarina (β-1,3 glucano), che si accumula nel citoplasma in speciali vacuoli, e oli.
Le diatomee sono tradizionalmente suddivise in due ordini: le Biddulphiales (diatomee centriche) e le Bacillariales (diatomee pennate), caratterizzate dall'avere le ornamentazioni della valva arrangiate rispettivamente secondo una simmetria assiale o bilaterale. Le diatomee pennate sono suddivise in arafidee (prive di rafe), birafidee (rafe su entrambe le valve) e monorafidee (rafe su una sola valva).

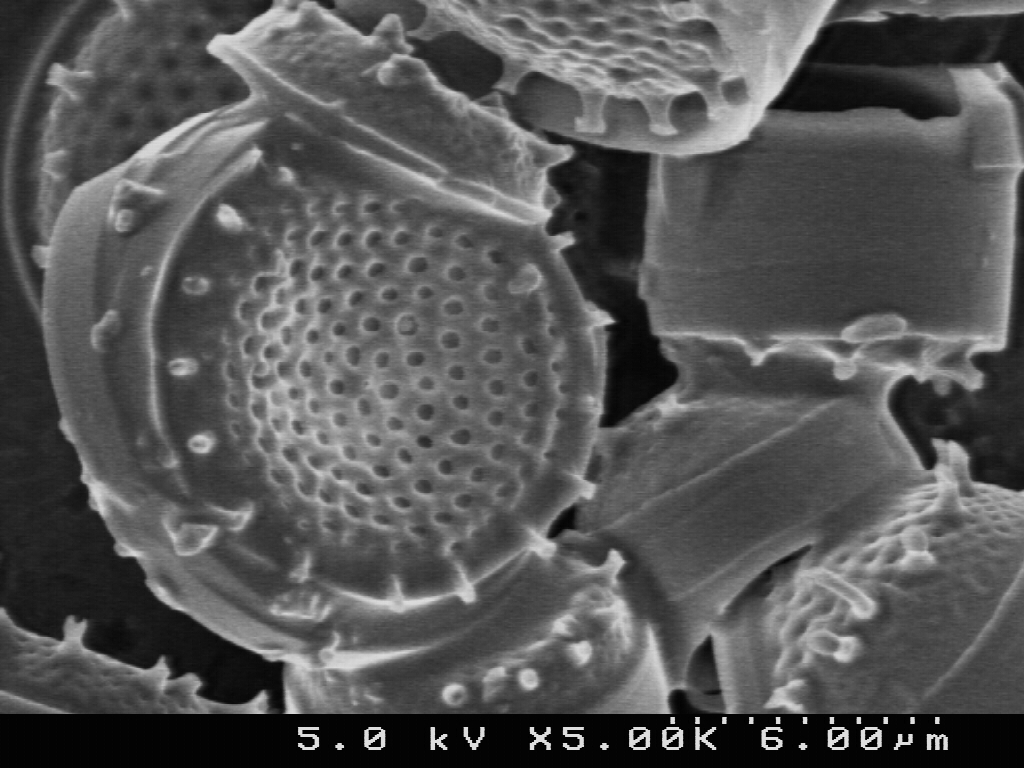
Visione al microscopio di alcune diatomee

Visione al microscopio elettronico a scansione di una valva di Surirella spiralis

## Mobilità
Le diatomee sono prive di flagelli; l'unico stadio flagellato del loro ciclo vitale è rappresentato dal gamete maschile delle centriche. Tuttavia alcune di esse possono muoversi su superfici solide, mediante secrezione (dal rafe o dalle rimoportulae) di filamenti mucopolisaccaridici, che si attaccano al substrato provocando uno scivolamento su di esso, come se la diatomea fosse provvista di un cingolo.

## Riproduzione
Le diatomee si riproducono abitualmente per via vegetativa. Dopo la divisione mitotica ciascuna delle cellule figlie eredita una delle emiteche materne. Quindi la nuova emiteca viene formata internamente alla teca materna (che fungerà sempre da epiteca). Di conseguenza, una delle due cellule avrà taglia inferiore e con il tempo si avrà una diminuzione della taglia media della popolazione. La taglia ottimale viene ripristinata mediante un processo detto auxosporulazione che in genere passa attraverso la riproduzione sessuata.
Le diatomee possiedono un ciclo vitale diplonte: la fase vegetativa è 2n e la meiosi avviene alla gametogenesi. La riproduzione sessuata in genere viene indotta quando le cellule hanno raggiunto una taglia minima e avviene con modalità differenti nelle diatomee centriche (oogamia) e nelle pennate (isogamia).
Dopo la fecondazione lo zigote aumenta di volume e raggiunge una taglia ottimale: si forma così l'auxospora, una cellula di grandi dimensioni con una parete più o meno silicizzata, all'interno della quale si formerà la cellula iniziale, che formerà le nuove teche.

## Colonie
Molte diatomee sia planctoniche sia bentoniche possono formare colonie, in cui le cellule si uniscono tramite strutture diverse: denti marginali, denti terminali, spine e sete, filamenti chitinosi, tubi silicei, cuscinetti mucosi.
Le colonie rappresentano una strategia di difesa contro il pascolo, influenzano il galleggiamento nelle forme planctoniche e nelle diatomee pennate facilitano la riproduzione sessuata a causa della vicinanza tra le cellule.

## Distribuzione ed ecologia
Sono distribuite principalmente in ambiente acquatico: in mare, in ambienti salmastri e di acqua dolce (laghi, fiumi, fontane) ma possono trovarsi anche sui terreni umidi e in ambienti estremi (lagune ipersaline, ghiaccio).
Le diatomee sono una componente importante sia del fitoplancton che del microfitobenthos. Delle 100.000 specie di diatomee attualmente riconosciute, solo 10.000 sono planctoniche e la diversità maggiore è espressa nel microfitobenthos.
Le diatomee planctoniche hanno sviluppato vari adattamenti per poter vivere in colonna d'acqua, considerato che per la presenza della parete silicea (simile al vetro) tendono ad affondare più di altri organismi planctonici: molte hanno forma allungata, presenza di sete, prolungamenti etc. che aumentano il rapporto superficie/volume favorendo il galleggiamento; inoltre le forme marine posseggono un grosso vacuolo in cui sono accumulati ioni leggeri a concentrazioni maggiori che nell'acqua circostante e le forme dulcicole formano colonie all'interno di involucri gelatinosi.
Le diatomee svolgono un importante ruolo ecologico per il loro contributo alla produzione primaria e per il ruolo nella catena trofica (rappresentano infatti una fonte di cibo importante per gli animali marini quanto lo sono le piante per gli ambienti terrestri).

## Medicina legale
La ricerca di diatomee nelle vie aeree e nei tessuti corporei è un esame abituale per suffragare l'ipotesi di morte per annegamento in acqua.
Dato un corpo rinvenuto in acqua, la presenza di diatomee, non solo a livello bronchiale ed alveolare ma anche a livello parenchimale extrapolmonare (fegato, cervello, rene, midollo osseo etc.) sta a significare che il soggetto è annegato. In caso contrario il corpo si è trovato in acqua a morte già sopraggiunta.
Le diatomee sono utili anche per stabilire il PMI (Post-Mortem Interval) e cioè il tempo trascorso dalla morte, grazie al tempo di colonizzazione diverso caratteristico delle varie specie di alga. Per questo motivo è molto importante tipizzare la popolazione algale dello specchio d'acqua dove il corpo è stato ritrovato e quella, come nel caso di un fiume, dove si presume che il corpo sia transitato prima del rinvenimento.

## Diatomite
I grandi depositi di diatomee fossili formano spessi sedimenti noti come diatomite (o "farina fossile"), che viene utilizzata per le sue proprietà abrasive (ad esempio nei dentifrici) o filtranti (nelle piscine). Insieme alla nitroglicerina è il principale ingrediente della dinamite, ove funge da stabilizzante. Viene anche usata per la lavorazione del vetro e, in passato, per l'affilatura dei coltelli e per la costruzione di vasi.